# Cohors I Alpinorum equitata

La Cohors prima Alpinorum equitata fue una unidad auxiliar del ejército romano del tipo cohors quinquagenaria equitata formada por seis centurias de infantería y cuatro turmas de caballería. Fue reclutada entre los Alpini, es decir, el conjunto de pueblos de habla celta que habitaban la cordillera de los Alpes entre Italia y la Gallia, incorporados por el emperador Augusto al Imperio Romano en 15 a. C. para formar las tres provincias alpinas: Alpes Cottiae, Alpes Maritimae y Alpes Poenninae et Graiae.

## Historia de la unidad

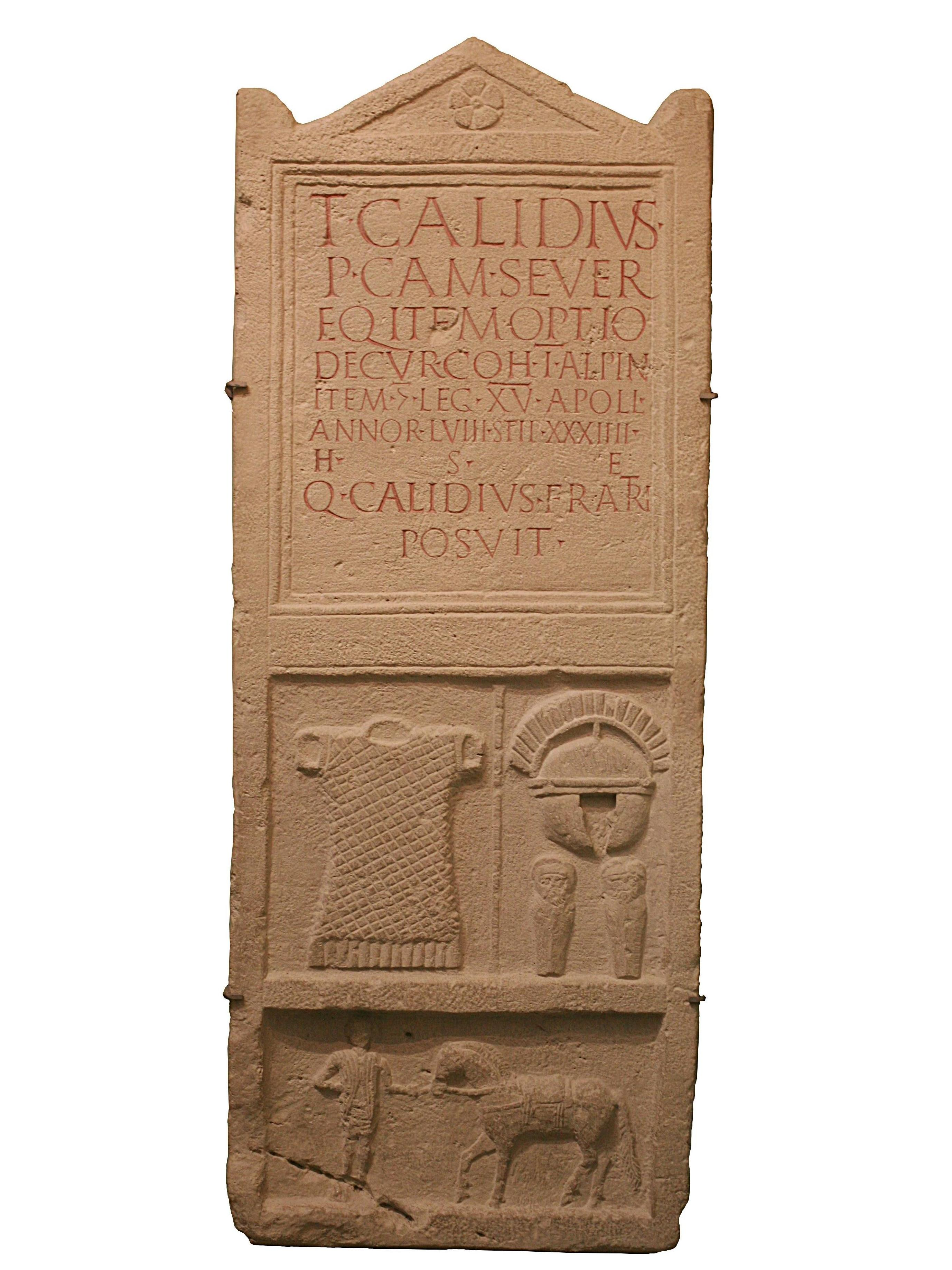
Estela funeraria de Titus Calidius Severus procedente de Carnuntum en Pannonia, que fue eques, optio y decurio de la cohorte y después centurio de la Legio XV Apollinaris.

La cohorte era una de las seis reclutadas después de la anexión de las provincias alpinas, aunque se desconoce la fecha exacta de su reclutamiento. Fue enviada a la provincia Illiria, donde está atestiguada hacia 60. Hacia 80 fue trasladada a Pannonia y desde 105, tras la división de esta provincia en dos, fue asignada a Pannonia Inferior, atestiguándose su estancia por última vez en 251.
Del limes del Danubio fue enviada en tres ocasiones a otras provincias:
- En 60-70 fue trasladada a Aquitania, a Excisum (Villeneuve-sur-Lot, Francia) donde se documentan varias inscripciones y diferentes restos de equipo militar.[3]

- En Britannia en 103, pero, como máximo, pudo estar destacada allí entre 85 y 110.

- En Dacia Superior, para combatir en las Guerras dacias de Trajano,[4] en 144, por un período no superior a cinco años. También bajo los coemperadores Caracalla y Geta formó parte de una vexillatio de varias unidades del ejército del Danubio en Micia en 209-210.[5]

Inscripciones referidas a esta cohorte se documentan en Carnuntum (Petronell, Austria, Excisum (Villeneuve-sur-Lot, Francia), Lussonium (Dunakömlod (Hungría)), Szazholombatta (Hungría), Apulum (Alba Iulia, Rumanía), Mursa y Osijek(Croacia).
Conocemos siete de sus Praefecti Cohortis; uno de ellos dedicó un ara votiva en Thurbbo Maius (Túnez), y otro lo hizo en Cesarea (Israel).
En cuanto a oficiales, se conocen cuatro centuriones y un decurión. Además, se documentan un optio, un eques buccinator, tres caligati o soldados rasos y un eques o jinete raso, que indica que pertenece a los Eravisci, un pueblo panónico.